# Communauté de communes de Vienne et Moulière
La  Communauté de communes de Vienne et Moulière  est une ancienne communauté de communes française, située dans le département de la Vienne et la région Nouvelle-Aquitaine, maintenant regroupée au sein d'un nouveau Grand Poitiers.

## Histoire
- 1974: création du Syndicat d´Études et de Programmation, regroupant les onze communes du canton de Saint-Julien-l´Ars.
- 1975: création du Syndicat de Collecte et de Destruction des ordures ménagères de la région de Saint-Julien-l´Ars et de ses environs (SICDOM), regroupant 8 des 11 communes du canton.
- 1982: création du Syndicat Intercommunal d´Action Sociale du canton de Saint Julien l´Ars (SIAS) : entre les communes de Bonnes, Jardres, Pouillé, Saint-Julien-l´Ars, Sèvres-Anxaumont, Tercé, pour acquérir le domaine de la Brunetterie en vue d´y assurer la gestion d´un établissement d´accueil d´hébergement et de prestations de services au profit des personnes âgées.
- 1990: création du Syndicat Intercommunal de Développement du Pays de Vienne et Moulière entre les communes de Bignoux, Bonnes, Bonneuil-Matours, La Chapelle-Moulière, Cenon-sur-Vienne, Liniers, Saint-Julien-l´Ars, Savigny-l´Evescault, Tercé et Vouneuil- sur-Vienne.
- 1999: création de la communauté de communes de Vienne et Moulière.
- 2000: dissolutions du Syndicat Intercommunal d´Action Sociale et substitution et du Syndicat de Développement du Pays de Vienne et Moulière au profit de la communauté de communes de Vienne et Moulière.
- 2002: la communauté prend la compétence "élaboration et suivi du schéma de cohérence territorial (SCOT)".
- 2003: la communauté intègre une nouvelle compétence dans le domaine culturel à savoir l'organisation d´actions culturelles d´intérêt communautaire et la promotion du patrimoine des communes de communauté de communes de Vienne et Moulière.
- 2012: validation des nouveaux statuts par l'arrêté préfectoral n° 2012-D2/B1-048 du 29 novembre 2012.
- 1er janvier 2017 : les fusions de communes et d'EPCI (Communauté de communes du Pays Chauvinois, Communauté de communes du Val Vert du Clain, Communauté de communes du Pays Mélusin, Grand Poitiers) créent un nouveau Grand Poitiers de 40 communes.

## Composition
Elle était composée des communes suivantes :
| Nom                        | Code Insee | Gentilé          | Superficie (km2) | Population (dernière pop. légale) | Densité (hab./km2) |
| -------------------------- | ---------- | ---------------- | ---------------- | --------------------------------- | ------------------ |
| Saint-Julien-l'Ars (siège) | 86226      | Sancto-Julianais | 18,46            | 2 534 (2014)                      | 137                |
| Bignoux                    | 86028      | Bignolais        | 14,52            | 1 048 (2014)                      | 72                 |
| Bonnes                     | 86031      | Bonnois          | 34,28            | 1 740 (2014)                      | 51                 |
| La Chapelle-Moulière       | 86058      | Chapellois       | 17,11            | 674 (2014)                        | 39                 |
| Lavoux                     | 86124      | Lavousiens       | 15,03            | 1 141 (2014)                      | 76                 |
| Liniers                    | 86135      | Linarois         | 16,19            | 564 (2014)                        | 35                 |
| Pouillé                    | 86198      | Pouillassous     | 13,96            | 637 (2014)                        | 46                 |
| Savigny-Lévescault         | 86256      | Savignois        | 22,14            | 1 143 (2014)                      | 52                 |
| Sèvres-Anxaumont           | 86261      | Sadébriens       | 15,49            | 2 026 (2014)                      | 131                |
| Tercé                      | 86268      | Tercéens         | 23,53            | 1 112 (2014)                      | 47                 |

## Compétences
- Collecte et traitement des déchets des ménages et déchets assimilés
- Politique du cadre de vie
- Protection et mise en valeur de l'environnement
- Action sociale
- Dispositifs contractuels de développement urbain, de développement local et d'insertion économique et sociale
- Création, aménagement, entretien et gestion de zone d'activités industrielle, commerciale, tertiaire, artisanale ou touristique
- Action de développement économique (Soutien des activités industrielles, commerciales ou de l'emploi, * * * * Soutien des activités agricoles et forestières...)
- Tourisme
- Construction ou aménagement, entretien, gestion d'équipements ou d'établissements culturels, socioculturels, socioéducatifs, sportifs
- Activités périscolaires
- Activités culturelles ou socioculturelles
- Schéma de cohérence territoriale (SCOT)
- Aménagement rural
- Création, aménagement, entretien de la voirie
- Signalisation
- Opération programmée d'amélioration de l'habitat (OPAH)
- NTIC (Internet, câble...)
- Autres

## Autres adhésions
- Syndicat interdépartemental mixte pour l'équipement rural